# 特溫克里克斯 (蒙大拿州)
特溫克里克斯（英語：Twin Creeks）是位於美國蒙大拿州米蘇拉縣的普查規定居民點。

## 歷史
特溫克里克斯的郵局於1911年設立，其後於1919年停運。

## 人口
根據2020年美國人口普查的數據，特溫克里克斯的面積為2.89平方千米，皆為陸地。當地共有人口4399人，而人口密度為每平方千米1,522.15人。